# Jaromír Málek
Jaromír Málek (Přibyslav, Protectorado de Bohemia y Moravia, 5 de octubre de 1943-23 de mayo de 2023) fue un egiptólogo checo.

## Biografía
Málek estudió egiptología en la Universidad Carolina de Praga, donde recibió su doctorado 1969. Durante la Primavera de Praga, utilizó una invitación a Oxford para residir permanente en el Reino Unido. A partir de 1968 trabajó como asistente de Rosalind Moss, en la Topographical Bibliography of Ancient Egyptian Hieroglyphic Texts, Reliefs, and Paintings, un libro de referencia que enumera todos los objetos conocidos del Antiguo Egipto con inscripciones jeroglíficas. A partir de 1971 fue editor y archivero del Griffith Institute. 
Fue archivero en el Griffith Institute de la University of Oxford (Instituto Griffith de la Universidad de Oxford). Trabajó como empleado y editor de la Topographical Bibliography of Ancient Egyptian Hieroglyphic Texts, Reliefs, and Paintings , una de las principales obras de referencia de la egiptología.
En 2011 se jubiló. Málek se casó con la novelista Jane Welsh Jakeman.